# District Severo-Koerilski
District Severo-Koerilski (Russisch: Северо-Курильский городской округ; Severo-Koerilski gorodski okroeg; "district Noord-Koerilen") is een gorodskoj okroeg (stadsdistrict) binnen de Russische oblast Sachalin. Het omvat de noordelijkste Koerileneilanden ("Noordelijke groep") Atlasov, Sjoemsjoe, Paramoesjir, Antsiferova, Makanroesji, Onekotan, Ekarma, Charimkotan, Sjiasjkotan, Tsjirinkotan en de rotseilandjes Avos en Lovoesjki. De bevolking bedroeg 2.592 personen bij de volkstelling van 2002, die allen wonen in het bestuurlijk centrum, de stad Severo-Koerilsk op Paramoesjir (het dorp Bajkovo, het vroegere Japanse dorp Kataoka op Sjoemsjoe, is nu verlaten). Sinds 1989, toen de bevolking nog 5.420 personen bedroeg, is de bevolking daarmee met meer dan 50% gedaald.
Het district werd op 5 juni 1946 geformeerd binnen de oblast Zuid-Sachalin binnen de kraj Chabarovsk (in 1947 afgesplitst tot de oblast Sachalin). In juni 2006 werd het district omgevormd tot een gorodskoj okroeg.